# Martin McCluskey
Martin James McCluskey est un homme politique écossais du parti travailliste qui siège comme député d'Inverclyde and Renfrewshire West depuis les élections générales de 2024. Il est promu au poste d'Assistant Whip le 18 juillet 2024. McCluskey nait à Greenock et fait ses études au St Aloysius' College (en) et à l'université d'Oxford. Il est élu au conseil d'Inverclyde (en) (ward d'Inverclyde West (en)) en 2022 ,.
McCluskey vit à Gourock avec son partenaire. Il est le premier membre du conseil d'Inverclyde à affirmer son homosexualité.